# 奥利弗·巴克利奖
奥利弗·E·巴克利凝聚态物质奖（英語：Oliver E. Buckley Condensed Matter Prize）是美国物理学会颁发的一项年度奖项，“旨在表彰和鼓励在凝聚态物理学领域做出的杰出理论或实验贡献”。 该奖项由贝尔实验室资助，以表彰凝聚态物理领域最杰出的科学工作。

## 历史
该奖项以贝尔实验室前总裁奥利弗·埃尔斯沃思·巴克利的名字命名。  1982年之前，该奖项被称为奥利弗·E·巴克利固态奖。 它是凝聚态物理领域最著名的奖项之一。  
该奖项每一年通常颁发给一个人，但如果相同的成就下，有多个获奖者做出了贡献，则可以分享该奖项。 奖项提名的有效期为三年。 该奖项于1952年设立，并于1953年开始首次颁发。 从2012年起，该奖项由HTC-VIA集团联合赞助。 

## 华人获得者
- 崔琦（1984年）
- 方復（1988年）
- 李雅達（1991年）
- 崔章琪（1998年）
- 沈志勋（2011年）
- 张首晟（2012年）
- 文小刚（2017年）
- 薛其坤（2024年）